# Søren Søndergaard
För näringslivspersonen, se Søren Søndergaard (jordbrukare)
Søren Bo Søndergaard, född 16 augusti 1955, är en dansk politiker. Mellan 1994 och 2005 var han ledamot av Folketinget representerande Enhedslisten, samt återigen från 2015.
Mellan 2007 och 2014 var Søndergaard ledamot av Europaparlamentet för Folkebevægelsen mod EU. Han har arbetat som metallarbetare och lärare.